# Макаренко, Павел Андреевич
Павел Андреевич Макаренко (род. 20 октября 1994, Москва) — российский хоккеист, нападающий.

## Биография
Занимался в московских школах «Вымпел» и «Спартак». На драфте юниоров КХЛ 2011 года был выбран под № 17 петербургским СКА. Сезон 2011/12 провёл в команде МХЛ «СКА-1946». Перед следующим сезоном перешёл в систему подольского «Витязя» и начал играть в МХЛ за команду «Русские витязи». В сезоне 2013/14 дебютировал в КХЛ. 7 мая 2015 года был обменен в «Металлург» Новокузнецк. В августе 2016 года подписал соглашение с «Адмиралом». 22 декабря 2017 года клуб расторг контракт, а 28 числа за 10 минут до закрытия трансферного окна Макаренко перешёл в «Торпедо» Нижний Новгород.
11 октября 2019 года заключил пробный контракт со «Спартаком», но клубу не подошёл и 10 ноября подписал соглашение с «Сочи». В марте 2020 года покинул клуб, в августе был на сборах с «Куньлунем».
Сезон 2020/21 провёл в команде ВХЛ «Тамбов». Следующий сезон начал в «Адмирале», откуда был уволен в январе и доигрывал сезон в чешском клубе «Берани». В сезоне 2022/23 играл в ВХЛ за «Буран».